# 1939 في تونس
فيما يلي قوائم الأحداث التي وقعت خلال عام 1939 في تونس.